# Juan Miguel Salvador Pérez
Juan Miguel Salvador Pérez (Vilamalur, 16 de juliol de 1963) és un polític valencià que fou alcalde d'Onda i diputat provincial a la Diputació de Castelló.

## Biografia
Tècnic Superior en Electromecànica i serveis a la Producció, ha estat i és professor de FP a l'IES Serra d'Espadà d'Onda.
Regidor i tinent d'alcalde de l'Ajuntament d'Onda pel Partit Socialista del País Valencià, l'1 d'octubre de 2010 fou designat batlle del municipi pel plenari, en deixar el seu càrrec Enric Navarro Andreu després de vora 24 anys. Es presentà com a cap de llista dels socialistes a les eleccions locals de 2011, però fou superat per la candidatura del Partit Popular, que per primera vegada guanyà unes eleccions municipals i obtingué la majoria absoluta a Onda.
El juliol de 2014 anuncià que no ocuparia el primer lloc de la llista del PSPV a Onda per a les eleccions municipals de 2015 i el novembre d'eixe mateix any deixà el seu càrrec de portaveu del Grup Municipal Socialista en favor de Ximo Huguet Lecha.
Paral·lelament, en el període 2011-2015 va ser diputat, pel partit judicial de Nules a la Diputació de Castelló.